# 松平乗祐
松平 乗祐（まつだいら のりすけ）は、江戸時代中期の大名。下総国佐倉藩2代藩主、出羽国山形藩主、三河国西尾藩初代藩主。官位は従四位下・和泉守。大給松平家宗家11代。大坂城代などを歴任した。

## 生涯
正徳5年（1715年）9月29日、松平乗邑の次男として誕生。兄・意乗は早世したため嫡男となる。父・乗邑が老中を罷免され隠居謹慎を命じられたため、大給松平家6万石の家督を相続したが、追罰を受け、直後に山形に懲罰的国替を命じられた。
その後、寺社奉行を経て大坂城代となり、西尾に転封となるが、同地は2万7000石しかないため、飛地という形で差分は越前国内に与えられた。
明和6年（1769年）9月4日、死去。享年55（満53歳没）。長男は早世していたため、五男の乗完が跡を継いだ。

## 年譜
- 1715年（正徳5年） - 出生
- 1728年（享保13年） - 雁間詰
- 1745年（延享2年） - 家督相続、帝鑑間詰
- 1746年（延享3年） - 山形に国替
- 1760年（宝暦10年） - 奏者番兼寺社奉行（8月15日）
- 1764年（明和元年） - 大坂城代（6月21日）、西尾に国替
- 1769年（明和6年） - 死去（享年55）

## 官位位階
- 1728年（享保13年） - 従五位下主水正
- 1730年（享保15年） - 和泉守
- 1764年（明和元年） - 従四位下

## 系譜
父母
- 松平乗邑（父）
- 柳瀬氏 - 側室（母）

正室
- 土屋陳直の娘

側室
- 堀口氏

子女
- 松平乗孝 (次男)
- 松平乗用
- 松平乗房
- 松平乗完（五男）生母は堀口氏（側室）
- 西郷員相
- 堀直起（七男）[1]
- 松平守惇
- 土井利見（十男）[2]
- 松平忠順
- 松平乗峰
- 里姫 - 酒井忠仰正室
- 牧野貞長正室
- 三浦矩次正室
- 松平近儔正室
- 岩城隆恕正室
- 永井尚志正室
- 岡部盛真室

養女
- 井上正定正室 - 松平忠恒の娘